# Warren Burton
Warren Burton (ur. 23 października 1944 w Chicago, zm. 2 października 2017) – amerykański aktor teatralny, telewizyjny, filmowy i głosowy.

## Życiorys
Kształcił się w Roosevelt High School i Art Institute of Chicago. Jako aktor teatralny zaczął grać w teatrach w Chicago, później przeniósł się do Nowego Jorku, występując m.in. na Broadwayu.
Debiutował jako aktor filmowy w 1973 w komediodramacie ABC Nieprawdopodobna dziewczyna z udziałem Stockard Channing, Eda Asnera, Jima Backusa i Cyrila Delevantiego. Na przełomie lat 70. i w latach 80. pojawiał się w kilku codziennych operach mydlanych.
Zastąpił Rossa Petty'ego w telewizyjnej roli Edwarda „Eddiego” Dorrance'a w telenoweli ABC Wszystkie moje dzieci (1978–1979), za którą w 1980 otrzymał Daytime Emmy dla najlepszego aktora drugoplanowego. Rola Warrena Andrewsa w operze mydlanej CBS Guiding Light (1983–1984) przyniosła mu natomiast w 1986 nominację do nagrody Soap Opera Digest Award. Od 15 kwietnia 1988 do 23 stycznia 1989 grał postać majora Phillipa Cartera Hamiltona w produkcji CBS Santa Barbara.
Gościnnie pojawiał się w różnych odcinkach w serialach Opowieści z krypty i Gliniarz i prokurator. Zagrał postać konfederackiego generała Henry'ego Hetha w Gettysburgu, wystąpił też w ósmym filmie z cyklu Krwawa pięść.
Pod koniec lat 90. zajął się aktywnie aktorstwem głosowym na potrzeby gier komputerowych, m.in. Jak and Daxter: The Precursor Legacy, Prince of Persia: Piaski czasu, Psychonauts, Battlezone II: Combat Commander, Daxter, Nox i Rango.

## Wybrana filmografia

### Filmy fabularne
- 1976: Baby Blue Marine jako drugi wojskowy
- 1977: Największy kochanek świata jako Ludwig
- 1978: Test królika jako pierwszy człowiek ze służby odpowiedzialnej za ochronę prezydenta
- 1992: Trujący bluszcz jako Max
- 1993: Gettysburg jako gen. Henry Heth

### Seriale TV
- 1978: Wszystkie moje dzieci jako Eddie Dorrance
- 1980: Inny świat jako Jason Dunlap
- 1983: Guiding Light jako Warren Andrews
- 1988: Santa Barbara jako Jack
- 1988: Fakty życia jako Sergio Pavan
- 1989: Santa Barbara jako Major Phillip Hamilton
- 1990: Opowieści z krypty jako Roland
- 1992: Knots Landing jako Dr Glenning
- 1993: Projektantkijako Reynolds